# آغری

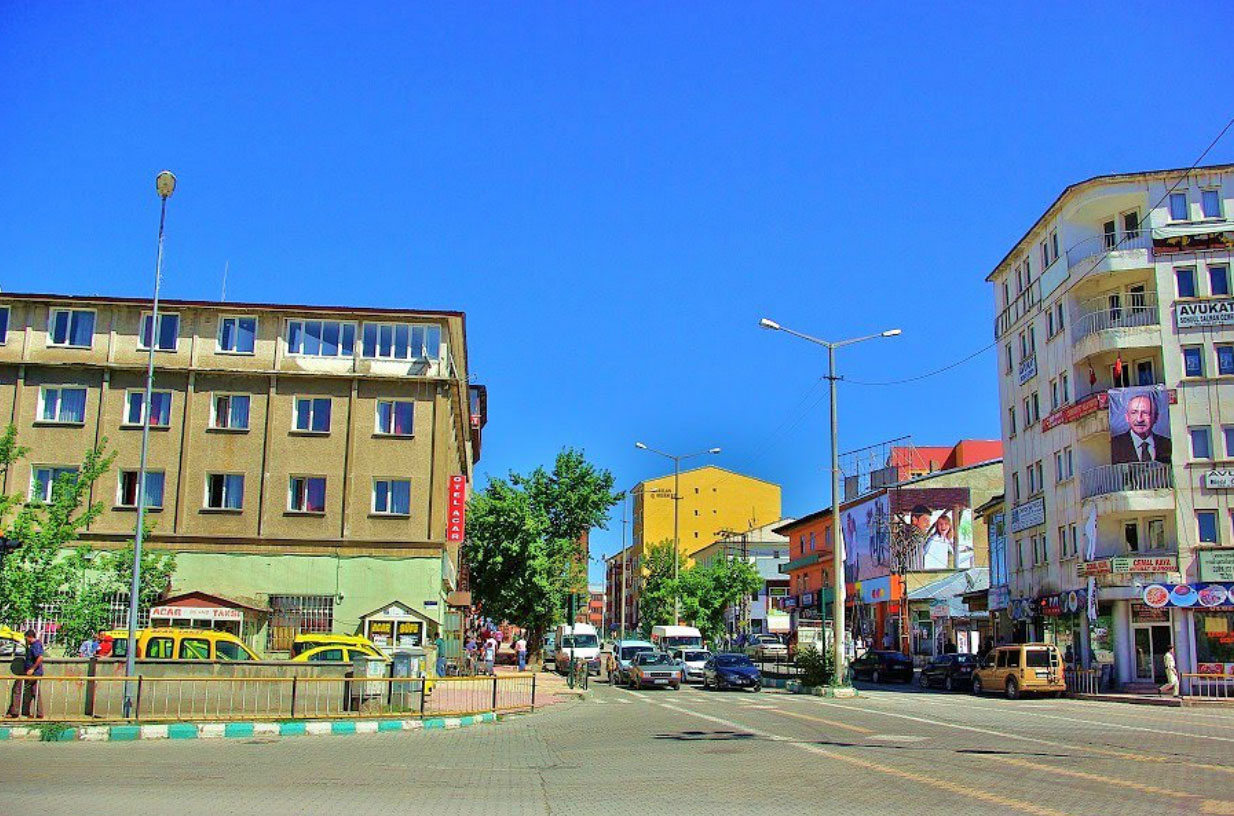
Ağrı-Şehir-Merkezinden-Caddeden-Binaların-Görünümü

آغری یا قره‌کلیسا (ترکی استانبولی: Ağrı, Karaköse، کُردی: Qerekosê، Qerekilîs, Qerekîs، ترکی آذربایجانی: Qarakilisa, Ağrı، ارمنی: Քարբեր, ترکی عثمانی: قره‌کلیسا، آوانگاری: Karakilisa، ت. «Black Church») مرکز استان آغری در خاور ترکیه است. جمعیت این شهر را کُردهای کرمانج و اقلیتی از آذری‌ها تشکیل می‌دهند.

## نام و پیشینه

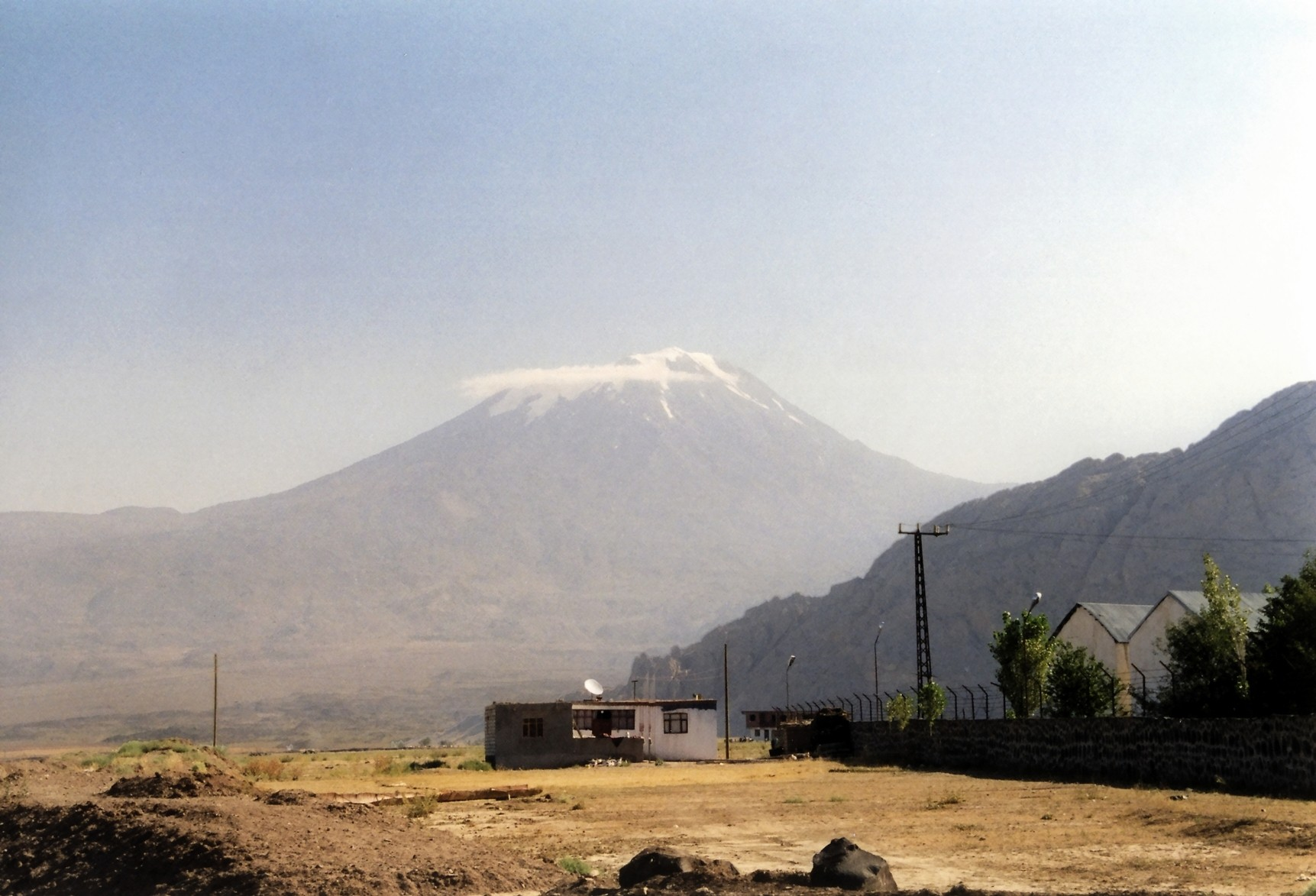
نمایی از کوه آرارات از منطقه دغوبایزید

این محدوده در زمان عثمانیها شوربُلاغ (چشمه شور) نام داشت.
هسته اصلی شهر امروزی در سال ۱۸۶۰، در منطقه «دشت الشکیرت» توسط گروهی از بازرگانان ارمنی اهل شهر بتلیس به‌وجود آمد که آن را قره‌کلیسا (کلیسای سیاه) (ترکی استانبولی: Karakilisa، ترکی عثمانی: قره‌کلیسا)(ارمنی: Ղարաքիլիսա "Gharakilisa") نام نهادند. این منطقه در تابعیت سنجاق بایزید در ولایت ارضروم قرار داشت. به مرور زمان با استقرار ادارات عثمانی در شهرک قره‌کلیسا و همین‌طور مقر جذب نیرو برای قوات هنگ حمیدیه، اهمیت قره‌کلیسا در منطقه افزایش یافت. در سال ۱۸۹۵ میلادی، جمعیت قره‌کلیسا حدود ۱۵۰۰ تا ۲۰۰۰ نفر تخمین زده شده که دو سوم آنها ارمنی بوده‌اند.
در سرشماری سال ۱۹۱۴ میلادی، جمعیت قضاء قره‌کلیسا (در تابعیت سنجاق بایزید، ولایت ارضروم)، ۲۵٬۳۳۷ نفر شمارده شد، اکه ۳٬۱۹۵ نفر (۱۲٫۵٪) آنان را ارامنه، و بقیه جمعیت را مسلمانان کردزبان تشکیل می‌دادند.
در طول نسل‌کشی ارمنی‌ها در امپراطوری عثمانی، در سال ۱۹۱۵ میلادی، ارامنه قره‌کلیسا و سایر آبادی‌های منطقه آغری قتل‌عام شدند. روزنامه نیویورک تایمز در ماه مارس ۱۹۱۵، به نقل از دکتری ارمنی‌تبار «دِردِریان» در مکالمه با صلیب سرخ، گزارش کرد که دشت الشکیرت پر از جنازه مردان و زنان و کودکان است. نیویورک تایمز همین‌طور گزارش کرد که با خروج قوای روس از این منطقه، جمعی از ساکنین کرد این منطقه به ارامنه حمله کرده و آنها را در مساجد اسیر کردند.
بین سالهای ۱۹۲۷ و ۱۹۳۱ میلادی، شهر و منطقه آغری از کنترل دولت ترکیه خارج بوده و تحت حاکمیت قوای جدایی‌طلب کُرد در حکومتی به نام «جمهوری آرارات» بوده.
بعدتر در سال ۱۹۴۶ میلادی نام شهر قره‌کوسه به آغری تغییر یافت. «آغری» نام ترکی کوه آرارات می‌باشد که در این استان و در فاصله ۱۰۰ کیلومتری این شهر واقع شده است. در همین سال، مرکز اداری استان، از شهر دغوبایزید به آغری منتقل شد.

## صنایع و کارخانجات
بیشتر صنایع آغری حول محور دامداری و کشاورزی است و اقتصاد آن با این دو فعالیت گره خورده است. کارخانه تولید گوشت و شیر آغری وجود دارد و کارخانه چرم ELDESAN یکی از بزرگ‌ترین کارخانه‌های تولید منطقه است. همچنین یک کارخانه قند، کارخانه‌های تولید آرد، کفش، سایت‌های تولید تجهیزات کشاورزی، کارخانه آجر، آهک، کارخانه مبلمان، کارخانه‌های لبنیات و نساجی وجود دارد.

## شهرهای خواهرخوانده
شهر آغری با شهر ماکو در ایران پیمان خواهرخواندگی دارند.
- ماکو، ایران